# Hrîbonosove, Domanivka
Hrîbonosove (în ucraineană Грибоносове) este un sat în comuna Oleksandrivka din raionul Domanivka, regiunea Mîkolaiiv, Ucraina.

## Demografie
Componența lingvistică a localității Hrîbonosove
     Ucraineană (75,34%)
     Română (24,66%)
Conform recensământului din 2001, majoritatea populației localității Hrîbonosove era vorbitoare de ucraineană (75,34%), existând în minoritate și vorbitori de română (24,66%).